# Frida Richard
Frida Richard, född Friederike Raithel 1 november 1873 i Wien, Österrike-Ungern, död 12 september 1946 i Salzburg, Österrike, var en österrikisk skådespelare. Richard medverkade i långt över 200 tyska och österrikiska filmer, särskilt under stumfilmseran på 1910-talet och 1920-talet, men var verksam fram till 1945.
Hon var gift med skådespelaren Fritz Richard från 1898 till hans död 1933.

## Filmografi, urval
- 1917 – Drottningens kärleksbrev
- 1919 – Brott och brott
- 1924 – Nibelungen
- 1926 – Flickan med champagne i ådrorna
- 1926 – Faust
- 1927 – Frestelsens stund
- 1928 – Rebellen från Rhen
- 1932 – Hoppla, här kommer jag!
- 1933 – Unga röster
- 1935 – En farlig älskare
- 1936 – 14 lyckliga dagar
- 1939 – Ett hopplöst fall
- 1941 – Vi ses igen, Franziska!
- 1942 – Den gyllene staden
- 1942 – Rembrandt – målaren och hans modeller
- 1944 – Vildfågel
- 1945 – Brinnande hjärtan